# 利尔·斯凯斯
凯姆特里厄斯·克里斯托弗·富斯（英語：Kimetrius Christopher Foose，1998年8月4日—），艺名利尔·斯凯斯（Lil Skies），是一位来自美国宾夕法尼亚州韦恩斯伯勒的饶舌歌手、歌手与词曲作家。其在Billboard百强单曲榜上排名前三的歌曲为“I”（第39名）、“Nowadays”（第55名）和“Red Roses”（第69名）。2018年1月10日，其在主流厂牌下的混音带《Life of a Dark Rose》发行并登至Billboard二百强专辑榜第10名。2018年11月9日，该混音带获得RIAA黄金认证。2019年3月1日，利尔·斯凯斯发布了首张录音室专辑《Shelby》。 